# SimBin Studios
Die SimBin Studios AB war ein schwedisches Entwicklungsstudio für Computerspiele, das von 2003 bis 2014 allem im Bereich der Rennspiele tätig war. Nach der Bankrotterklärung des Unternehmens wechselten große Teile der Belegschaft in die neugegründeten Sector 3 Studios, die auch die letzten Projekte des Studios fortführten.

## Geschichte
SimBin begann seine Arbeit unter Leitung von Ian Bell schon 2002 als Modding-Team für F1 Challenge 99-02, welches ein FIA-GT-2002-Add-On entwickelte. Die Firma SimBin wurde 2003 gegründet und entwickelte seitdem realitätsnahe Rennsimulationen. Große Bekanntheit erreichte vor allem die GTR-Reihe mit den bisher erschienenen Spielen GTR, dessen Nachfolger GTR² und dem Ableger GT Legends mit historischen Rennfahrzeugen, sowie Race – The WTCC Game und dessen Nachfolger Race07. Während der Entwicklung von GT Legends spaltete sich ein großer Teil des Entwicklerteams ab und gründete erneut unter Leitung von Ian Bell ein neues Studio, Blimey!Games in London. Trotz interner Spannungen stellte Blimey!Games auf Drängen des Publishers 10tacle Studios und unter Leitung von SimBin das Produkt erfolgreich fertig und arbeitete zudem maßgeblich an GTR2 weiter. Danach trennten sich die Wege der beiden Teams.
Als Weiterentwicklung von Race07 erschien in Deutschland am 21. August 2008 GTR Evolution, das es sowohl als Add-On zu Race07 als auch als eigenständiges Spiel zusätzlich mit dem Inhalt von Race07 gibt. Darin sind vorwiegend GT-Rennfahrzeuge sowie die Nürburgring Nordschleife enthalten. Am 19. September 2008 kam außerdem mit STCC – The Game ein weiteres Add-On für Race07 auf den Markt. STCC – The Game repräsentiert die Swedish Touring Car Championship und beinhaltet alle Strecken und Fahrzeuge, die in dieser Meisterschaft genutzt wurden. Auch dieses Spiel erschien als Vollversion zusätzlich mit dem Inhalt von Race07. Im Oktober 2009 wurde mit Race On ein neues Spiel herausgebracht, welches ebenfalls auf Race07 basiert und auch als Add-On zu Race07 erhältlich ist. Am 31. März 2010 kündigte SimBin ein neues Spiel als Nachfolger von GTR² an.
Im Jahre 2011 wurden dann noch mehrere Add On Packs für Race07 veröffentlicht, nämlich Formula Raceroom, STCC – The Game 2, das GT Power Pack, The Retro Expansion und The WTCC 2010 Expansion.
Im November 2011 gaben KW Automotive und Simbin eine Partnerschaft bekannt, bei der Simbin auf Fahrwerksdaten aus dem Rennsport von KW zur Verfügung gestellt bekam. Im März 2012 trat Henrik Roos, einer der drei Simbin-Gründer, von seinem Posten als CEO zurück und übergab Simbin in die Hände des KW Automotive-Eigentümers Klaus Wohlfarth. Gleichzeitig wurde ein Free2Play-Spiel angekündigt.
Im September 2014 wurde bekannt, dass Simbin seinen Bankrott erklärt habe. Nach einem Restrukturierungsprozess, bei dem unter anderem 18 Mitarbeiter entlassen wurden, gründete COO Christopher Speed das neue Unternehmen Sector 3 Studios mit neuem Sitz im Gothia Science Park in Skövde, das die Arbeiten an den vorherigen Simbin-Entwicklungen fortsetzte.
Seit 2022 firmiert Sector 3, nach der Übernahme durch den u. a. für PKW und Rennsportfahrwerke bekannten Hersteller KW, als KW Studios.

## Spiele
| Jahr | Titel                            | Plattform |
| ---- | -------------------------------- | --------- |
| 2004 | GTR FIA GT Racing Game           | Windows   |
| 2005 | GT Legends                       | Windows   |
| 2006 | GTR 2 FIA GT Racing Game         | Windows   |
| 2006 | Race – The WTCC Game             | Windows   |
| 2007 | Race 07 - The Official WTCC Game | Windows   |
| 2008 | GTR Evolution                    | Windows   |
| 2009 | Race Pro                         | Windows   |
| 2009 | Volvo – The Game                 | Windows   |
| 2013 | RaceRoom Racing Experience       | Windows   |